# Gunar Hartling
Gunar Hartling (* 5. März 1930 in Chemnitz; † 31. Mai 2005 in Berlin) war ein Oberst des Ministeriums für Staatssicherheit (MfS) und von Leiter der Abteilung XIII (Zentrale Rechenstation).

## Leben
Gunar Hartling wurde 1930 in Chemnitz geboren. Sein Vater war Kraftfahrer, seine Mutter Hausfrau. Nach dem Besuch der Volksschule machte Hartling 1945 eine Ausbildung zum Forstarbeiter und war anschließend im Forstamt Döbeln tätig. 1948 trat er der SED bei. 1952 fand Hartling eine Einstellung bei der Kreisdienststelle (KD) Rochlitz des MfS. 1954 wechselte er zur Abteilung III (Wirtschaft) der BV Karl-Marx-Stadt und wurde 1956 deren stellvertretender Leiter. 1958 übernahm Hartling die Leitung der Abteilung III. Ein fünfjähriges Fernstudium an der Hochschule des Ministeriums für Staatssicherheit (JHS) schloss er 1965 als Diplom-Jurist mit einer Arbeit zum Thema Wie muß mittels der analytischen Tätigkeit die industriezweigtypische Feindtätigkeit erkannt und in welcher Richtung muß dabei das Netz der IM eingesetzt werden? (Dargestellt am Maschinenbau des Bezirkes Karl-Marx-Stadt) ab. 1976 wurde Hartling zum Leiter der Abteilung XIII des MfS in Berlin ernannt und ein Jahr später zum Oberst befördert. Im Zuge der Wende in der DDR wurde Hartling im Dezember 1989 von seiner Funktion entbunden und im Januar 1990 entlassen. Bis zu seinem Tode lebte er als Rentner in Berlin.